# Pujadismo
O pujadismo (em francês poujadisme, do nome de Pierre Poujade) foi um movimento político e sindical francês que apareceu em 1953 no Lot e que desapareceu em 1958. Este movimento reivindicou a defesa dos comerciantes e dos artistas que considerava estarem em perigo com o desenvolvimento das grandes lojas comerciais na França do pós-guerra, e condenou a ineficiência do parlamentarismo como praticado na Quarta República.

## Termo por extensão
O termo « pujadismo » é utilizado hoje de maneira indistinta para qualificar certos tipos de populismo, de corporativismo e de demagogia que não tem necessariamente uma ligação com o movimento iniciado por Pierre Poujade.
O emprego deste termo é variável. Ele é em regra geral utilizado como uma expressão pejorativa, destinada a desqualificar os discursos e os movimentos similares àquele de Pierre Poujade.
O termo pujadista é por vezes utilizado para qualificar negativamente um discurso político ou social de demagógico.